# Pfarrkirche St. Georgen am Sandhof

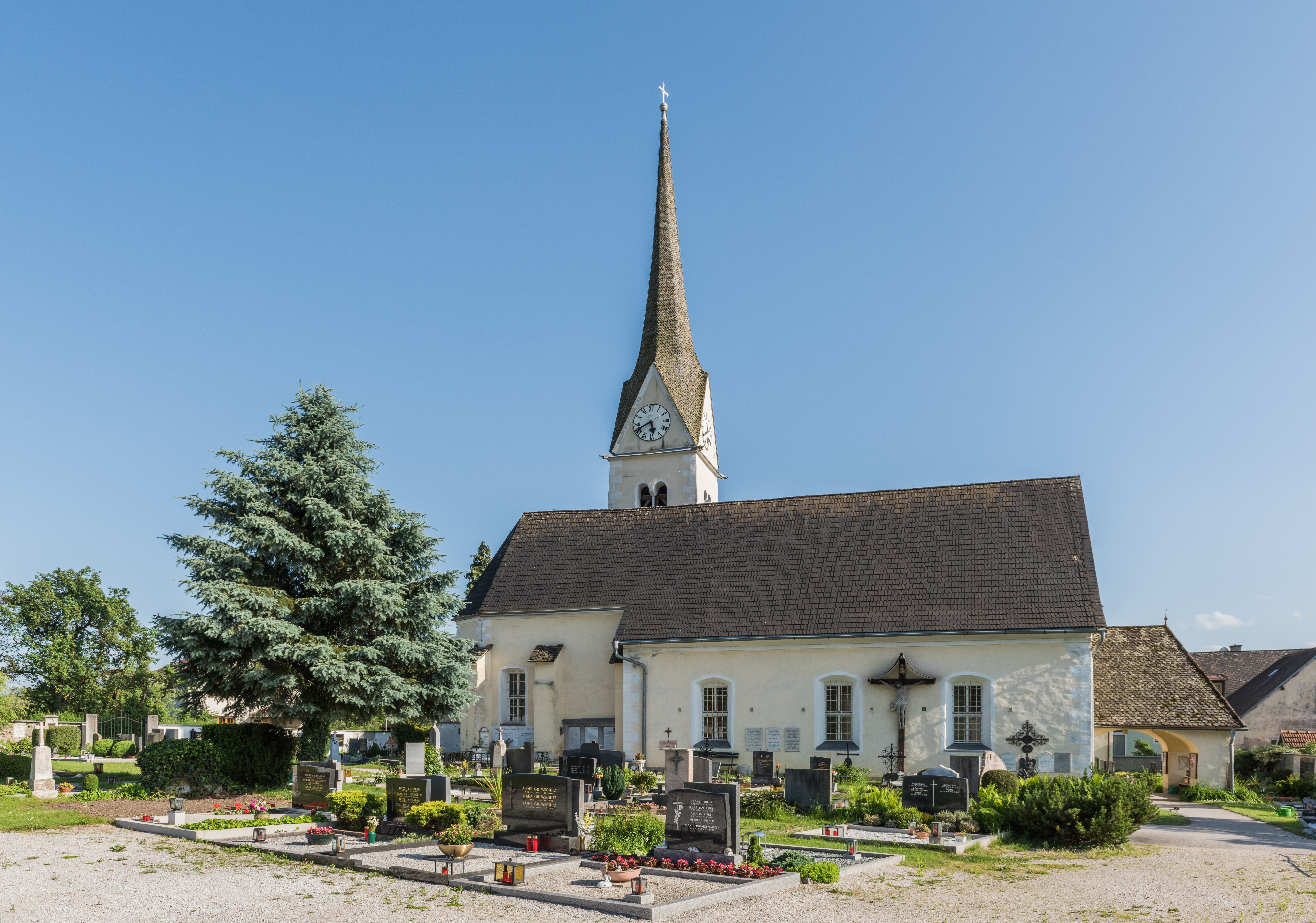
Katholische Pfarrkirche hl. Georg in St. Georgen am Sandhof

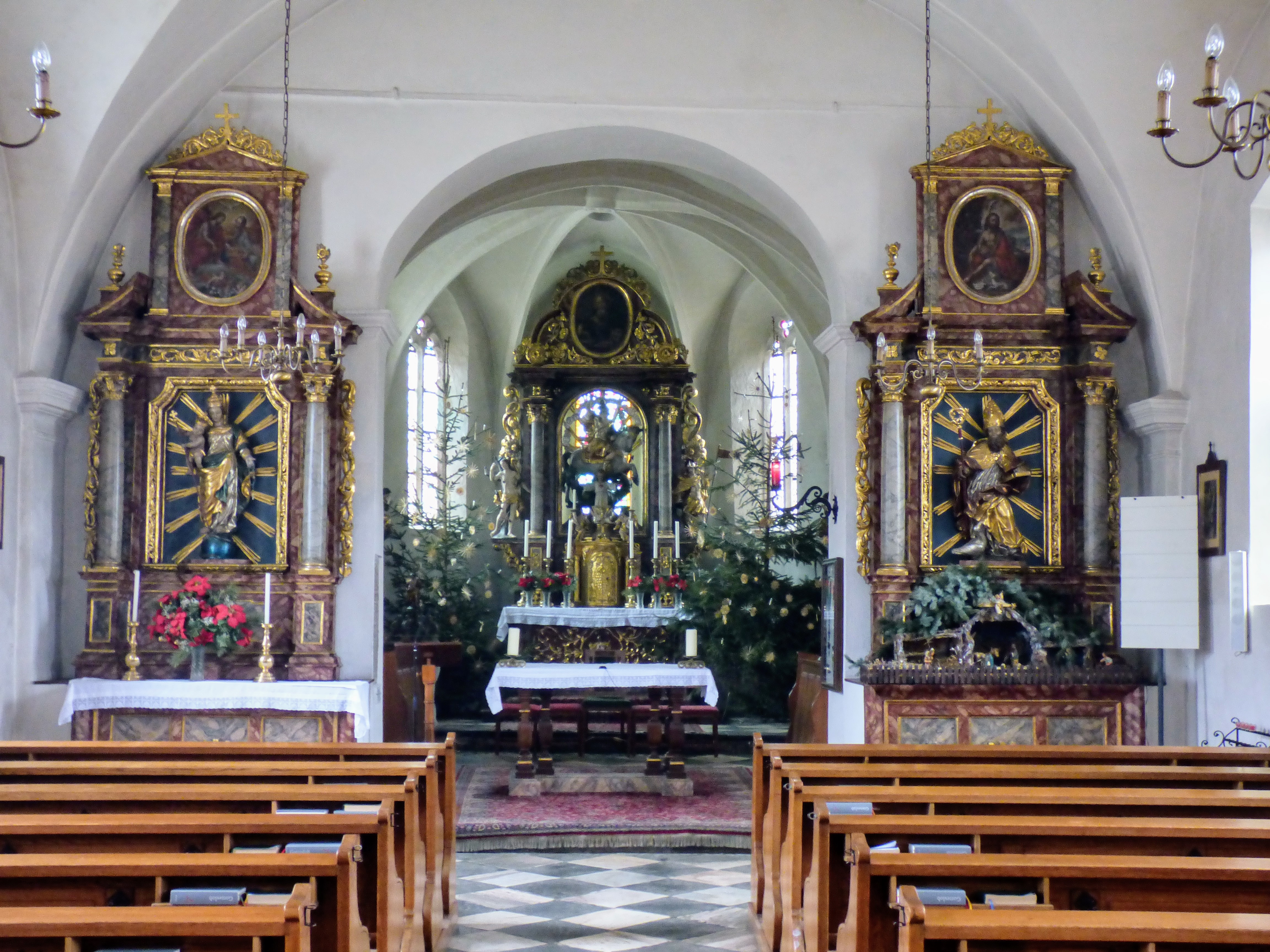
Langhaus, Blick zum Chor

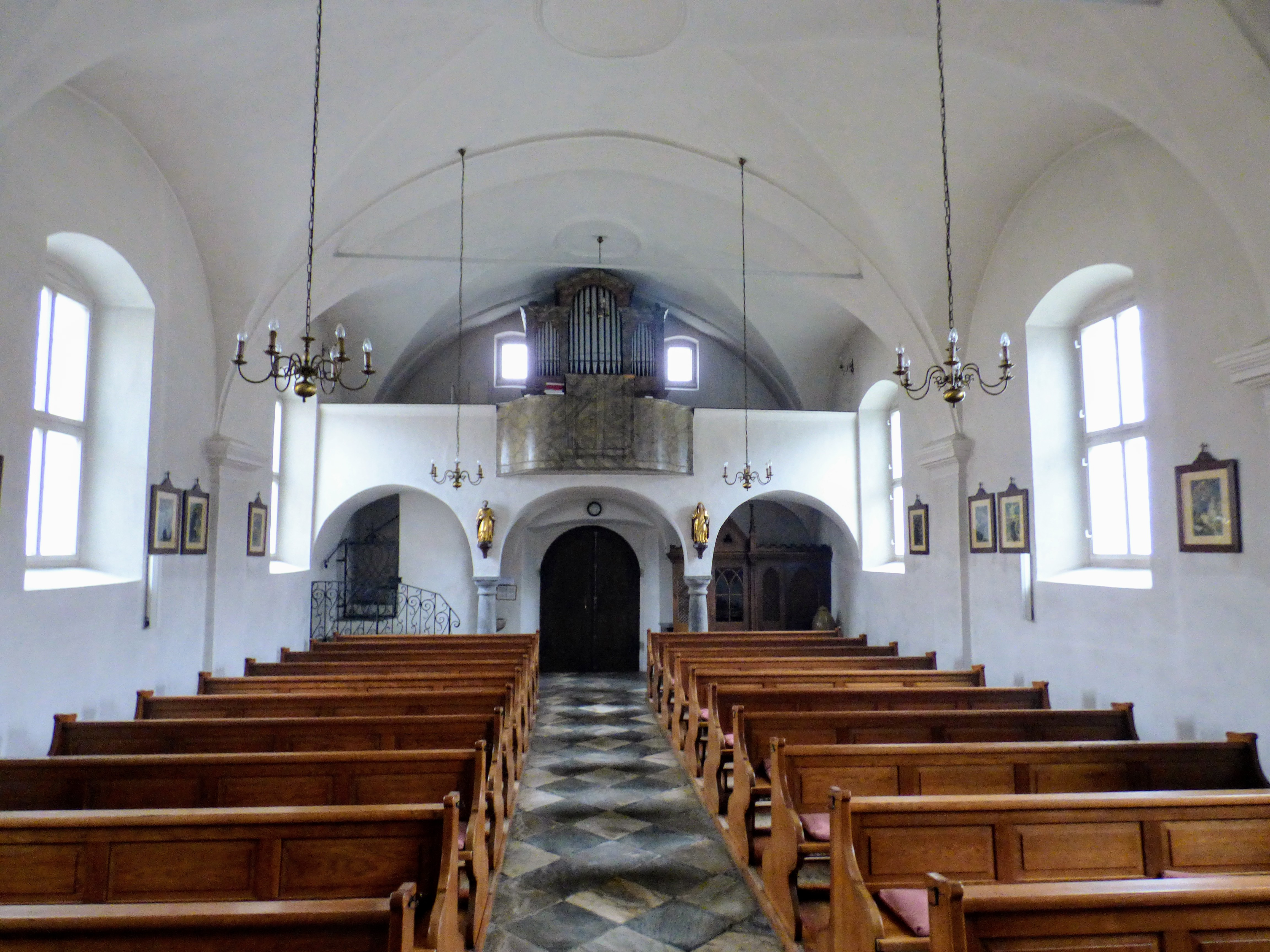
Langhaus, Blick zur Empore

Die Pfarrkirche St. Georgen am Sandhof steht im Ort Sankt Georgen am Sandhof in der Stadtgemeinde Klagenfurt am Wörthersee in Kärnten. Die auf den heiligen Georg geweihte römisch-katholische Pfarrkirche gehört zum Dekanat Klagenfurt-Stadt in der Diözese Gurk-Klagenfurt. Die Kirche und der Friedhof stehen unter Denkmalschutz (Listeneintrag).

## Geschichte
Urkundlich wurde die Kirche 1216 der Propstei Maria Saal gehörend genannt.

## Architektur
Die Kirche, im Kern aus dem 14. Jahrhundert, mit einem gotischen Chor aus der ersten Hälfte des 14. Jahrhunderts, wurde zu einer barocken Saalkirche erweitert. Die Kirche ist von einem Friedhof umgeben. Der hohe Turm ist im Kern aus dem 12. Jahrhundert. Die Kirche ist teils mit Steinplatten gedeckt.
Der gotische Chor zeigt sich mit zweistufigen Strebepfeilern und Maßwerkfenstern. Der Turm hat romanische Doppelfenster und trägt einen Spitzgiebelhelm. Westlich befindet sich eine offene Vorhalle mit einem nördlichen Pfeiler, im Pfeiler vermauert befindet sich ein Grabbaurelief mit der Darstellung Kantharos mit Dienerin aus dem Ende des ersten Jahrhunderts. Rechts vom Westportal ist eine römerzeitliche Platte mit einfacher Rahmung ohne erkennbare Inschrift vermauert. In der Außenmauer des Chores ist ein kleines Pilasterfragment mit Blüten-Ranken-Ornament aus dem Mitte des zweiten Jahrhunderts vermauert.

## Ausstattung
Der Hochaltar um 1740 trägt im offenen Mittelteil die Figur hl. Georg zu Pferd flankiert von den hll. Sebastian und Florian.
Die Seitenaltäre um 1750 tragen links die Figur Maria Immaculata um 1700 und rechts die barocke Schreinfigur hl. Martin aus der ersten Hälfte des 18. Jahrhunderts.